# Yoshihisa Taira
Yoshihisa Taira (jap. 平 義久, Taira Yoshihisa; * 3. Juni 1937 in der Präfektur Tokio; † 13. März 2005 in Paris) war ein in Frankreich lebender japanischer Komponist.

## Leben und Werk
Taira studierte an der Universität der Künste Tokio und arbeitete zunächst als Jazz-Pianist. 1966 siedelte er nach Paris über und studierte am Conservatoire de Paris bei André Jolivet, Henri Dutilleux und Olivier Messiaen. Für seine Kompositionen wurde er u. a. mit dem Premier Prix Lili Boulanger (1971), dem Grand Prix de Composition der SACEM (1974) und dem Prix Florent Schmitt der Académie des Beaux-Arts ausgezeichnet. Er unterrichtete an der École Normale de Musique de Paris.
Zu seinen Schülern gehört die japanische Komponistin Malika Kishino.
Die Musik Tairas wird – wie die Kompositionen vieler asiatischer Komponisten – in Europa und Amerika oft etwas pauschalisierend mit Fokus auf die Tradition gesehen, wie folgende Beschreibung zeigt: 

“Taira bewahrt in seiner Musik eine Balance zwischen traditioneller, traditionell japanischer und westlicher Gegenwartsmusik und -ästhetik. Sein Gebrauch von Zeit und Raum, Klanglichkeit, Lyrismus und Stille ebenso idiomatische Elemente wie präzise Artikulation, abrupte Kontraste der Dynamik und der Gebrauch von Glissandi wurzeln in der traditionellen japanischen Kunst und sind mit der modernen französischen Ästhetik verschmolzen.”

„Throughout his music, Taïra maintains a thoughtful balance between traditional Japanese and Western contemporary music and aesthetics. His treatment of time and space, sonority, poetic lyricism, silence and many idiomatic techniques such as precise articulation, abrupt dynamic contrasts and glissandi are derived from traditional Japanese music and art, and are compatible with a French modernist aesthetic.“

Dabei geht die individuelle Ausprägung der Kompositionen verloren, die bei Taira in hohem Maße gegeben ist, wie ein Blick auf Erosion I (für Flöte und Orchester, 1980) zeigt. Claus-Henning Bachmann charakterisiert es als „ein besonders schlüssiges Variationen-Stück von einem jener pariserisch geprägten Asiaten, die ihren eigenen fragilen, andeutend ritualhaften und intellektuell konkretisierten Stil entwickelt haben. Hier beschreiben die Flöten von der tiefsten bis zur höchsten Stimmung […] und das Orchester einen Prozeß von Anziehung und Ablösung, komplexer harmonischer Dichte und einfacher melodischer Stimmigkeit, von kreisender Bewegung, die zum Gleichgewicht, zur Ruhe, zur Fläche drängt, und von einer drohenden Verlorenheit, weil die Einzelstimme der Zerstörung (Erosion) ausgesetzt und am Ende kaum noch hörbar ist.“

## Werke

### Orchester
- Hiérophonie III, 1969
- Stratus für Flöte, Harfe und Streichorchester, 1971
- Chromophonie, 1973
- Sonomorphie III, 1975
- Méditations, 1977
- Trans-Apparence für 29 Instrumente, 1977
- Erosion I für Flöte und Orchester, 1980
- Moksa, Vimoksa, 1983
- Tourbillon für 6 Schlagzeuger und Orchester, 1984
- Polyèdre, 1987
- Flautissimo für 32 Flöten, 1988
- Facettes für Kammerorchester, 1994
- Saï-Sô, 1997
- Réminiscence für Flöte und Orchester, 1998
- Saiun für Kammerorchester, 2002
- Retour für Sopran und Kammerorchester, 2003

### Kammermusik
- Trio für Flöte, Violoncello und Klavier, 1967
- Hiérophonie I für 4 Violoncelli, 1969
- Hiérophonie II für 15 Instrumente, 1970
- Fusion für 2 Flöten und 3 Schlagzeuger, 1971
- Sonomorphie II für Stimme, Oboe, Violoncello, Harfe und Schlagzeug
- Stratus für Flöte und Harfe, 1972
- Dioptase für Streichtrio, 1972
- Ignescences für 2 Klaviere und Schlagzeug, 1972
- Radiance für Klavier und 13 Instrumente, 1973
- Pentalpha für 5 Instrumente, 1974
- Eveil für Oboe und Harfe, 1974
- Hiérophonie V für 6 Schlagzeuger, 1974
- Clea für 12 Streicher, 1976
- Interférences I für 2 Violoncelli, 1976
- Dimorphie für 2 Schlagzeuger, 1980
- Fu-mon für 4 Flöten, 1980
- Ressac für 13 Instrumente, 1981
- Pénombre I für 2 Gitarren und 12 Streicher, 1981
- Delta für Piccoloflöte, Oboe, Klarinette, Fagott, 3 Schlagzeuger, Viola, Violoncello und Kontrabass, 1981
- Pénombre II für Kontrabass und Klavier, 1982
- Tourbillon für 6 Schlagzeuger, 1984
- Prolifération für Oktobassflöte und 14 Instrumente, 1984
- Synchronie für 2 Flöten (oder Flöte und Shakuhachi), 1986
- Pénombre III für Harfe und 6 Instrumente, 1987
- Aiolos für Flöte und Harfe und Tonband (ad lib.), 1989
- Synergie I für 2 Kontrabässe, 1990
- Pénombre IV für Flöte und 4 Instrumente, 1991
- Hexaphonie für Streichsextett, 1992
- Trichromie für 3 Schlagzeuger, 1992
- Pentamorphe für Bläserquintett, 1993
- Pénombre V für Violine und Klavier, 1994
- Filigrane I für Flöte und Klavier, 1994
- Pénombre VI für Altsaxophon und Klavier, 1996
- Divergence für Streichquartett, 1996
- Zéphuros für Altflöte und Klavier, 1997
- Ambre für 2 Flöten(letztes Werk von Taira), 2005

### Solo
- Sonate für Violine, 1967
- Sonate für Viola, 1968
- Sonomorphie I für Klavier, 1970
- Sublimation für Harfe, 1971
- Hiérophonie IV für 4 Flöten (1 Spieler), 1971
- Maya für Bass- oder Altflöte, 1972
- Convergence I für Marimba, 1975
- Convergence II für Kontrabass, 1976
- Convergence III für Violine, 1976
- Cadenza I für Flöte, 1980
- Monodrame I für Schlagzeug, 1984
- Monodrame II für Fagott, 1986
- Monodrame III für Gitarre, 1988
- Sho Ro für Klavier, 1993
- Facettes für E-Gitarre, 1994
- Monodrame VI für Vibraphon, 2002
- Tamuke für Shakuhachi